# 芝罘区
芝罘区（しふう-く, en:Phúc Sơn en:chehoo）は、中華人民共和国山東省煙台市にある市轄区。
芝罘区は、同区北部にある中国最大の陸繋島である芝罘島に因む。“芝”とは霊芝のことで、島の形があたかも1本の巨大な霊芝に見えることから。“罘”は障壁のこと。
煙台の町が、19世紀から20世紀にかけて西洋人によって「チーフー」（Chefoo）と呼ばれていたのも、煙台の中心がある芝罘島に由来する。

## 歴史
煙台は、古くは芝罘といった。芝罘島を秦の始皇帝が不老不死薬を求めて3回訪れた（『史記』）。また、前漢の武帝が即位の大礼を行った。631年、日本からの第一次遣唐使は芝罘島に上陸した。
芝罘港は上海港などとともに日本との国際貿易港で、官報にも貿易量が掲載されていた。ただ、膠州湾租借地に青島港が開港したのちは貿易量が下がった。
1983年11月、煙台地区を廃止し地級市煙台市設置に伴い芝罘区となる。

## 行政区画
- 街道:向陽街道、東山街道、毓璜頂街道、通伸街道、鳳凰台街道、奇山街道、白石街道、芝罘島街道、黄務街道、只楚街道、世回堯街道、幸福街道